# Toni Nieminen
Toni Markus Nieminen (* 31. Mai 1975 in Lahti) ist ein finnischer ehemaliger Skispringer. Nieminen war der erste Athlet in seiner Sportart, der einen Sprung über 200 Meter erfolgreich landen konnte. Zu seinen größten Erfolgen zählen zwei olympische Goldmedaillen sowie der Sieg beim Gesamtweltcup und der Vierschanzentournee.

## Werdegang

### Erste Jahre
Nieminen sprang erstmals im Alter von acht Jahren, betrieb den Sport unter Anleitung von Jarkko Laine aber erst seit 1987 ernsthaft. An der Nordischen Skiweltmeisterschaft 1989 war er als Vorspringer beteiligt. Am 3. März 1991 feierte Nieminen in Lahti mit Platz 48 sein Weltcup-Debüt. Im darauf folgenden Sommer versuchte sich der Finne erstmals am V-Stil und wandte diesen in seiner ersten vollständigen Weltcup-Saison an. Bereits der Auftakt im kanadischen Thunder Bay brachte den ersten Sieg, wobei er hier 28,5 Punkte Vorsprung vor seinem Landsmann Ari-Pekka Nikkola hatte.

### 1992 bis 2004
Für den Rest der Saison dominierte der erst 16-Jährige als einer der ersten V-Stil-Springer nach Belieben. Er gewann die Vierschanzentournee, holte zwei Goldmedaillen bei der Olympiade in Albertville, errang acht Weltcup-Siege und erreichte schließlich auch im Gesamtweltcup den ersten Rang. Außerdem wurde er im Einzel sowie mit der Mannschaft Junioren-Skiweltmeister.
An die Erfolge des Jahres 1992 konnte Nieminen danach nie mehr anknüpfen, was neben mangelndem Training auch auf Gewichtsprobleme infolge weiteren Wachstums und die Übernahme des V-Stils durch die gesamte Weltelite zurückzuführen ist. Zugleich geriet er in den Ruf, sehr launisch zu sein und mit Misserfolgen nicht umgehen zu können.
1993 erzielte Nieminen mit Platz 5 auf der Normalschanze in Falun sein bestes Ergebnis bei einer Nordischen Skiweltmeisterschaft. Am 17. März des nächsten Jahres konnte der Finne noch einmal überraschend Sportgeschichte schreiben, als er auf der Skiflugschanze im slowenischen Planica als Erster einen Sprung auf über 200 m stand. Zwar hatte am selben Tag bereits Andreas Goldberger 202 Meter erreicht, er griff aber bei der Landung in den Schnee. So gilt Nieminens Flug auf 203 Meter als erster „Zweihunderter“. Die Weltrekordweite konnte Espen Bredesen jedoch nur einen Tag später auf 209 Meter steigern. Drei Tage später errang Nieminen bei seiner einzigen Teilnahme an einer Skiflug-Weltmeisterschaft den siebten Rang.
Von 2000 bis 2002 startete er im Skisprung-Grand-Prix, sein größter Erfolg war hier ein 12. Rang am 12. August 2001 in Hinterzarten.
Im Winter 2001/02 gelang ihm im Weltcup zweimal der Sprung unter die besten Zehn, und so wurde er in das Aufgebot Finnlands bei den Olympischen Winterspielen 2002 berufen. Zehn Jahre nach seinem großen Triumph konnte er mit einem 16. Platz auf der Normalschanze noch einmal einen Achtungserfolg erringen. Im Weltcup trat Nieminen letztmals im Dezember 2002 in Titisee-Neustadt an, wo ihm am ersten Wettkampftag ein zehnter Platz gelang, während er tags darauf nur 42. wurde. Von 2002 bis 2004 sprang Nieminen auch im Continental-Cup, sein bestes Einzelergebnis erreichte er mit einem 2. Platz bei seinem Debüt in Vikersund am 14. März 2002.
Nach dem Winter 2003/04 beendete der Finne seine internationale Karriere.

### Comeback und Karriere ab 2004
Seit seinem Karriereende hatte Nieminen gelegentlich als Sportreporter an der Seite von Jani Uotila Skisprungübertragungen auf dem finnischen Fernsehsender MTV3 kommentiert. Zuletzt war er zudem Trainer der finnischen Juniorennationalmannschaft.
Ende Januar 2016 gab er sein Comeback bei den finnischen Meisterschaften in Lahti. Auf der kleinen Salpausselkä-Schanze (HS 97) belegte er mit Sprüngen auf 85,5 m und 87 m (211,5 Punkte) den 17. Platz. Am Wettbewerb von der Großschanze (HS 130) nahm er nicht teil, sprang aber noch mit über 40 Jahren bei den finnischen Meisterschaften. So wurde er im April 2016 in Taivalkoski Sechster.
Nieminen ist der jeweils jüngste Gesamtweltcupsieger, Olympiasieger und Vierschanzentourneesieger der Geschichte.

## Privates
Nieminen, der aus Riihelä, einem Stadtteil von Lahti stammt, ist das älteste von vier Kindern des Ehepaares Marja-Liisa und Teuvo Nieminen. Der Vater ging dem Biathlonsport nach, Tonis 1977 geborener Bruder Sami, ein Jugendfreund Janne Ahonens, war ebenfalls als Skispringer aktiv. Außerdem hat er noch einen weiteren Bruder (Henri) und eine Schwester (Jenna). Seine Schulzeit beendete er 1991 mit einem „wenig zufriedenstellenden Abgangszeugnis“.
Nieminen betrieb in seiner Jugend Geräteturnen und war auch als Stabhochspringer aktiv. Nach seinem ersten Rücktritt arbeitete er zunächst als Pferdetrainer für Trabrennen und züchtete später selbst Pferde.
Er versteigerte im Jahr 2017 seine Medaillen. Er hatte zwischenzeitlich Alkoholprobleme und zog vor seinem Comeback von seiner Heimatstadt Lahti nach Kuopio.
Mit seiner ersten Frau Veera war Nieminen von 2003 bis 2013 verheiratet, beide haben zwei Kinder namens Kerttu und Maiju. Von seiner zweiten Frau Heidi ließ sich Nieminen nach 5-jähriger Ehe im Mai 2020 scheiden. Mit ihr hat er ebenfalls zwei Kinder, Topias (* November 2017) und Elsa (* Juli 2019). Er arbeitet heute (2020) als Parkwirt, nachdem er bis zum Sommer 2020 bei einer Wohnungsgesellschaft beschäftigt war.

## Erfolge

### Weltcupsiege im Einzel
| Nr. | Datum             | Ort           | Typ           |
| --- | ----------------- | ------------- | ------------- |
| 1.  | 1. Dezember 1991  | Thunder Bay   | Normalschanze |
| 2.  | 30. Dezember 1991 | Oberstdorf    | Großschanze   |
| 3.  | 4. Januar 1992    | Innsbruck     | Großschanze   |
| 4.  | 6. Januar 1992    | Bischofshofen | Großschanze   |
| 5.  | 29. Februar 1992  | Lahti         | Normalschanze |
| 6.  | 1. März 1992      | Lahti         | Großschanze   |
| 7.  | 11. März 1992     | Oslo          | Großschanze   |
| 8.  | 15. März 1992     | Oslo          | Großschanze   |
| 9.  | 1. Februar 1995   | Kuopio        | Normalschanze |

### Weltcupsiege im Team
| Nr. | Datum            | Ort     | Typ           |
| --- | ---------------- | ------- | ------------- |
| 1.  | 9. Dezember 2001 | Villach | Normalschanze |

### Continental-Cup-Siege im Einzel
| Nr. | Datum             | Ort           | Typ           |
| --- | ----------------- | ------------- | ------------- |
| 01. | 12. Januar 1996   | Reit im Winkl | Normalschanze |
| 02. | 14. Januar 1996   | Berchtesgaden | Normalschanze |
| 03. | 8. März 1996      | Bollnäs       | Normalschanze |
| 04. | 19. Dezember 1997 | Lahti         | Normalschanze |
| 05. | 17. Dezember 1998 | Kuopio        | Großschanze   |
| 06. | 20. März 1999     | Hede          | Normalschanze |
| 07. | 23. Januar 2000   | Braunlage     | Normalschanze |
| 08. | 19. August 2000   | Rælingen      | Normalschanze |
| 09. | 4. Februar 2001   | Vikersund     | Großschanze   |

## Statistik

### Weltcup-Platzierungen
| Saison  | Platz | Punkte |
| ------- | ----- | ------ |
| 1991/92 | 01.   | 269    |
| 1992/93 | 50.   | 005    |
| 1993/94 | 52.   | 047    |
| 1994/95 | 11.   | 464    |
| 1995/96 | 93.   | 002    |
| 1996/97 | 92.   | 006    |
| 1997/98 | 67.   | 025    |
| 2000/01 | 21.   | 230    |
| 2001/02 | 31.   | 142    |
| 2002/03 | 54.   | 028    |

### Grand-Prix-Platzierungen
| Saison | Platz | Punkte |
| ------ | ----- | ------ |
| 1994   | 46.   | 181    |
| 1995   | 35.   | 480    |
| 2000   | 43.   | 014    |
| 2001   | 37.   | 036    |
| 2002   | 43.   | 015    |

### Weltrekord
| #  | Schanze                         | Ort     | Land      | Weite   | aufgestellt am | Rekord bis    |
| -- | ------------------------------- | ------- | --------- | ------- | -------------- | ------------- |
| 88 | Velikanka bratov Gorišek (K185) | Planica | Slowenien | 203,0 m | 17. März 1994  | 18. März 1994 |

### Schanzenrekorde
| Schanze                          | Ort           | Land       | Weite   | aufgestellt am | Rekord bis     |
| -------------------------------- | ------------- | ---------- | ------- | -------------- | -------------- |
| Paul-Außerleitner-Schanze (K120) | Bischofshofen | Österreich | 122,0 m | 6. Januar 1992 | 6. Januar 1993 |
| Granåsen (K120)                  | Trondheim     | Norwegen   | 121,0 m | 11. März 1992  | 23. März 1996  |
| Salpausselkä-Schanze (K114)      | Lahti         | Finnland   | 125,0 m | 1. März 1992   | 2. März 1996   |